# Daniel Oliver
Pour les articles homonymes, voir Oliver.
Daniel Oliver est un botaniste britannique, né le 6 février 1830 et mort le 21 décembre 1916.

## Carrière
Daniel Olivier est conservateur de l'herbier des Jardins botaniques royaux de Kew de 1860 à 1890 et professeur de botanique à l'University College de Londres de 1861 à 1888. Il est lauréat de la Royal Medal en 1884 et de la Médaille linnéenne en 1893.

## Œuvres
- The botany of the Speke and Grant Expedition ... (en collaboration avec J. A. Grant et John Gilbert Baker), 1872-1875
- Illustrations of the principal natural orders of the vegetable kingdom, 1874
- Flora of Tropical Africa (vol. 1-3 édités par lui), 1868-1877